# Tre sere di Pordenone
La Tre giorni di Pordenone è una competizione di ciclismo su pista che si svolge al Velodromo Ottavio Bottecchia di Pordenone.

## Storia
La corsa è organizzata dall'Associazione Sportiva Dilettantistica Amici della Pista e si svolge a Pordenone presso il Velodromo "Ottavio Bottecchia", impianto all'aperto dedicato all'omonimo campione vincitore di due Tour de France negli anni Venti.
Disputata dal 2003 al 2008 e nel 2011 e 2012 ha visto la partecipazione di campioni italiani come Ivan Quaranta, Marco Villa, Filippo Pozzato, Elia Viviani e internazionali tra cui lo svizzero Franco Marvulli, quattro volte campione del mondo nelle specialità della pista.

## Albo d'oro
| Anno    | Vincitori                         | Secondi                               | Terzi                                |
| ------- | --------------------------------- | ------------------------------------- | ------------------------------------ |
| 2003    | Juan Curuchet Walter Pérez        | Ivan Quaranta Marco Villa             | Alexander Aeschbach Franco Marvulli  |
| 2004    | Fabio Masotti Jean-Pierre van Zyl | Sebastián Donadío Marco Villa         | Alexander Aeschbach Franco Marvulli  |
| 2005    | Juan Curuchet Walter Pérez        | Alberto Ongarato Filippo Pozzato      | Martin Liska Jozef Zabka             |
| 2006    | Fabio Masotti Marco Villa         | Angelo Ciccone Roland Garber          | Sebastián Donadío Mauro Richeze      |
| 2007    | Angelo Ciccone Fabio Masotti      | Franco Marvulli Marco Villa           | Martin Liska Jozef Zabka             |
| 2008    | Davide Cimolai Gianni Da Ros      | Fabrizio Braggion Andrea Pinos        | Tomas Alberio Giacomo Nizzolo        |
| 2009-10 | non disputata                     | non disputata                         | non disputata                        |
| 2011    | Alex Buttazzoni Angelo Ciccone    | Piergiacomo Marcolina Dominique Stark | Alessandro De Marchi Fabio Masotti   |
| 2012    | Angelo Ciccone Elia Viviani       | Alex Buttazzoni Marco Coledan         | Piergiacomo Marcolina Walter Pérez   |
| 2013    | Elia Viviani Michele Scartezzini  | Piergiacomo Marcolina Marco Zanotti   | Riccardo Donato Matteo Alban         |
| 2014    | Elia Viviani Marco Coledan        | Davide Cimolai Alex Buttazzoni        | Walter Pérez Julián Gaday            |
| 2015    | Tristan Marguet Claudio Imhof     | Marco Coledan Liam Bertazzo           | Jakub Mareczko Alex Buttazzoni       |
| 2016    | Marco Coledan Liam Bertazzo       | Paolo Simion Francesco Lamon          | Alex Buttazzoni Attilio Viviani      |
| 2017    | Francesco Lamon Attilio Viviani   | Michele Scartezzini Riccardo Minalia  | Rubén Ramos Hugo Velazquez           |
| 2018    | Andrea Guardini Paolo Simion      | Matteo Donegà Filippo Ferronato       | Davide Plebani Carloalberto Giordani |